# Три Овражка
Три Овражка — опустевший посёлок в Вознесенском районе Нижегородской области. Входит в состав Нарышкинского сельсовета.

## География
Посёлок находится в юго-западной части Нижегородской области на расстоянии приблизительно 19 километров  по прямой на восток-северо-восток от посёлка Вознесенского, административного центра района и на севере Нарышкинского сельсовета. Находится населёный пункт в Лесостепи. Рядом находится несколько оврагов. Грибники в 2024 когда ходил около посёлка видели Бурого медведя. И в этом нет нечего необычного. Ведь в Вознесенском районе проходит ареал медведей. Но сними маловероятно можно встретиться.

## История
Образован перед самой коллективизацией крестьянами из села Нарышкино. В советское время работал колхоз «Челюскинец» и совхоз «Нарышкинский». Население со временем уехало в Аламасово и Нарышкино

## Гидрография
В Трёх Овражках слева от улицы Овражной есть небольшое продолговатое озеро. Северо-восточнее от Трёх овражков примерно в 3,5 километров около Дивеевского сельсовета  в лесу находится озеро Бездоное. Южнее ближе к Аламасово есть в поле озеро примерно по площади как футбольное поле с заболоченными берегам и глубиной в центре максимум 1 метр под названием Провальное. Раньше сюда водили коров из колхоза Челюскин на водопой. Немного северо-восточнее в лесу есть ещё озеро, которое немного меньше предыдущего.

## Население
Постоянное население не было учтено и в 2002 году, и в 2010.
| 1999 | 2002 | 2010 |
| ---- | ---- | ---- |
| 1    | ↘0   | →0   |